# 性別平等工作法
《性別平等工作法》，中華民國法律，原名《兩性工作平等法》，2001年12月21日制定，2002年1月16日總統令公布，2002年3月8日国际妇女节施行。2008年1月16日總統令修正更名為《性別工作平等法》，將原本法條中的禁止職場性別歧視之規範，擴大涵蓋禁止歧視不同之性傾向。2014年又通過修法，要求政府應公布違法雇主名單，以強化雇主守法意願，並加重罰則，將派遣勞工、技術生及實習生納入保障範圍。2023年再度更名為《性別平等工作法》。
本法總則第一條說明立法目的：「為保障性別工作權之平等，貫徹憲法消除性別歧視、促進性別地位實質平等之精神，爰制定本法。」下分各章節：性別歧視之禁止、性騷擾之防治、促進工作平等措施、救濟及申訴程序、罰則、附則。
本法內容源自台灣婦女團體首次草擬及倡議十多年的民間版法案。1987年婦女新知基金會聲援國立國父紀念館女性員工，抗議當時各行業普遍的禁婚及禁孕條款要求女性員工簽約同意年過三十或結婚生子後就自動辭職，當時台灣缺乏能夠保障這些女性工作權的法令，故由律師尤美女召集學者專家成立草案研擬小組，1989年完成民間版草案「男女工作平等法」，與立法委員合辦公聽會，試圖以立法運動來扭轉職場的性別不平等問題：婚孕歧視、性別差別待遇、同工不同酬、職場性騷擾等，要求政府及雇主建立申訴調查機制，並提供家庭照顧假、育嬰留職停薪、育嬰留職停薪津貼、陪產假、企業內部托兒等措施。
但1990年立委首次提案後，遭遇工商團體強烈反彈。每屆立委改選後，婦女新知基金會再請立委重新提案，仍遭冷凍不予審議。工商團體上書當時的中華民國總統兼中國國民黨主席李登輝，將此草案斥為逼企業出走的十大惡法之一。婦女新知基金會持續倡議，發動萬人連署行動，舉行記者會聲援職場性騷擾當事人，拍攝職場懷孕歧視紀錄片，公布體檢各縣市「就業歧視評議委員會」調查報告，歷次選舉前要求各黨候選人支持民間版草案，終於在2000年總統大選前得到民主進步黨籍總統候選人陳水扁承諾支持。陳水扁上任總統後行政院勞工委員會提出相對版本的草案，2001年底立法院三讀通過，訂於隔年國際婦女節施行。

## 性騷擾之防治
此法第三章只規範「執行職務」時之性騷擾。此種性騷擾之特色是牽涉到當事人工作的利益，以及雇主監督管理工作場所的責任。此法對性騷擾之定義有二款情形。一般稱第一款為敵意工作環境性騷擾，第二款為交換式性騷擾。
交換式性騷擾與美國判例中之「有報酬之性騷擾」（Quid Pro Quo Sexual Harassment）、日本之「對價型性騷擾」類似，是指雇主以受僱者、求職者之工作利益為交換條件，對受僱者做出性騷擾行為。行為人限為雇主。行為人與受害者之性別不限。發生地點也不限於工作場所。敵意工作環境性騷擾則較為複雜，有兩項爭議：1. 如何算是敵意性、脅迫性或冒犯性？2. 何謂「執行職務」？（這項爭議又可引申出雇主須負責監督哪些時間與場所）
根據2016年勞動部定義，「交換式工作場所性騷擾」意即雇主利用職權，對受僱者或求職者為明示或暗示之性要求、具有性意味或性別歧視之言詞或行為，作為僱用與否、報酬、考績、陞遷或獎懲等之交換條件之情形通稱交換式工作場所性騷擾。「敵意性工作場所性騷擾」則為受僱者在工作時，雇主、同事、客戶，以性要求、具有性意味或性別歧視的言詞或行為，造成一個敵意性、脅迫性或冒犯性的工作環境，以致侵犯或干擾受僱者的人格尊嚴、人身自由或影響其工作表現的情形通稱敵意性工作場所性騷擾。
此法也規範雇主應防治性騷擾行為，以及其他求償、救助等權利與責任。

## 外部連結
- 法務部法規資料庫 性別平等工作法